# Agrotis lookii
Agrotis lookii là một loài bướm đêm trong họ Noctuidae.